# Enneapterygius minutus
Enneapterygius minutus és una espècie de peix de la família dels tripterígids i de l'ordre dels perciformes.

## Morfologia
- Els mascles poden assolir 3 cm de longitud total.[2][3]

## Hàbitat
És un peix marí de clima tropical i associat als esculls de corall que viu fins als 5 m de fondària.

## Distribució geogràfica
Es troba des de la Samoa Nord-americana fins a les Illes Ryukyu i Austràlia.